# 영주 삼가동 석조당간지주
영주 삼가동 석조당간지주(榮州 三街洞 石造幢竿支柱)는 대한민국 경상북도 영주시 풍기읍 삼가리에 있는 당간지주이다. 1972년 12월 29일 경상북도의 유형문화재 제7호로 지정되었다.

## 개요
당간지주는 사찰 입구에 설치해 두는 것으로, 절에 행사나 의식이 있을 경우 이곳에 당이라는 깃발을 걸어둔다. 이 깃발을 매달아두는 길쭉한 장대를 당간이라 하며, 이를 양쪽에서 지탱해 주는 두 돌기둥을 당간지주라 한다. 보통 당은 없고 드물게 당간이 있으나, 대부분은 두 기둥만 남아있다.
이 당간지주는 비로사로 올라가는 언덕 왼편의 높은 지대에 서 있다. 서로 마주보는 두 기둥의 안쪽면은 평평하며, 맨 위와 가운데에 각각 당간을 고정시키기 위한 네모난 홈을 두었다. 바깥면은 아랫부분과 윗부분의 일부에 넓게 면을 깎아두어 굴곡을 만들었고, 앞뒷면은 바깥둘레로 도드라지게 띠를 새겨 그 가운데에 세로선을 하나씩 더 두었다. 꼭대기는 안쪽에서 바깥쪽으로 2단의 굴곡을 주면서 둥글게 깎아 놓았다. 기둥사이에는 당간의 받침돌이 남아 있는데, 그 윗면에 당간을 꽂아두던 구멍이 뚫려 있다.
규모나 장식기법 등으로 보아 비로사의 창건시기와 비슷한 통일신라시대의 작품으로 보인다. 주변의 밭에서 많은 기와조각들이 발견되고 있어 옛 비로사의 규모를 확인시켜주는 중요한 자료가 된다.

## 참고 자료
- 영주삼가동석조당간지주 - 국가유산청 국가유산포털